# AT&T DSP1
Az AT&T DSP1 a Bell Labs úttörő digitális jelfeldolgozó processzora (DSP) volt. A DSP1 története 1977-ben kezdődött a Bell Labs-nál egy tanulmánnyal, amely nagymértékben integrált áramkörök használatát javasolta a digitális jelfeldolgozás céljaira. A tanulmány leírta a DSP-k alapvető architektúráját, benne szorzó-összeadó, címszámító és vezérlő egységekkel; a be- és kimeneti célú, adattároló és vezérlési memóriák a lapkán kívül kaptak volna helyet, egészen addig, amíg az integráció foka (azaz a csipgyártási technológia) lehetővé nem teszi az egy csipen való megvalósítást.
A DSP1 specifikációja 1978-ban vált véglegessé, és az első példányokat 1979 májusában kezdték el tesztelni. Első megvalósítása egy egycsipes DSP alakjában történt, amely a mai DSP-k összes funkcionális elemét tartalmazta, így a szorzó-összeadó egységet (multiplier–accumulator, MAC), a párhuzamos címzésvezérlőt, programvezérlőt, vezérlőmemóriát, adatmemóriát és a be- és kimeneti egységet. Az egység alapvetően Neumann-architektúrájú.
A processzort 20 bites fixpontos adatformátum használatára tervezték, emellett 16 bites koefficienseket és utasításkódokat használt. Készítésénél 4,5 mikrométeres DRAM gyártástechnológiát alkalmaztak. 1979 októberében a Bell Labs egyéb csoportjai megkezdték a DSP1 felhasználásával történő fejlesztéseket, amelyek közül a legjelentősebb az AT&T 5ESS switch digitális telefonközpont tervezése volt. A DSP-1-es architekturális öröksége egészen a mai napig fennmaradt, és tovább él a Lucent Technologies DSP1600-as processzorcsaládjában.

## Fordítás
Ez a szócikk részben vagy egészben  az   AT&T DSP1 című angol Wikipédia-szócikk ezen változatának fordításán alapul.  Az eredeti cikk szerkesztőit annak laptörténete sorolja fel. Ez a jelzés csupán a megfogalmazás eredetét és a szerzői jogokat jelzi, nem szolgál a cikkben szereplő információk forrásmegjelöléseként.